# Phyllodonta latrata
Phyllodonta latrata là một loài bướm đêm trong họ Geometridae.